# Гольц Ольга Володимирівна
Гольц О́льга Володи́мірівна — професор університету Берклі (Каліфорнія, США) та Технічного університету Берліну (Німеччина), Лауреат: міжнародної премії Софії Ковалевської в 2006 р, премії Європейського математичного товариства в 2008 р. Член Junge Akademie (Молодіжної академії, Німеччина) з 2008 року.
Ольга Хольц працює над інтерфейсом чистої та прикладної математики. Вона шукає методи, які є швидкими та надійними — це суперечність в термінах. Її проект, що розробляє метод множення матриць, повинен забезпечити вирішення безлічі обчислювальних розрахунків у науці та техніці.